# Incidentul Jinan
Incidentul Jinan (Tsinan) sau Tragedia de la 3 mai a fost un conflict armate între armata imperială japoneză și armata expediționară nordică a Kuomintang în Jinan, capitala provinciei Shandong, aflată în estul Chinei în mai 1928.

## Context
În timpul expediției nordice, trupele armatei naționale revoluționare chineze au atacat mai multe consulate străine într-o fervoare a antiimperialismului în ceea ce a devenit cunoscut sub numele de Incidentul Nanking din martie 1927. Chiang Kai-shek a căutat să evite repetarea unor astfel de incidente, iar în noiembrie 1927 s-a întâlnit cu Baronul Tanaka Giichi, care a devenit prim-ministru al Japoniei în luna aprilie a aceluiași an (și a deținut și portofoliul de ministru de externe), parțial datorită promisiunilor de a lua măsuri mai active și mai agresive decât predecesorul său față de protecția populației japoneze, a proprietăților și a intereselor economice japoneze în China. Chiang avea puteri reduse în China și, pentru a-și susține legitimitatea, se baza în mare măsură pe promisiunea de a pune capăt dominației străine și a reunifica țara.
Tanaka și-a dat seama că folosirea forței nu era neapărat cea mai bună cale de a proteja interesele japoneze, iar Chiang a vrut să-și țină trupele departe de Jinan și de riscurile unei ciocniri costisitoare, dar inutile. Fără să aibă vreo garanție că armata națională chineză revoluționară va ocoli Jinan, angajamentele politice anterioare și insistențele armatei japoneze imperiale l-au obligat pe Tanaka să consolideze forțele japoneze pe teritoriul închiriat din Shandong. Între mai și septembrie 1927, circa 4.000 de soldați au fost detașați la Qingdao și Jinan în ceea ce era cunoscut în Japonia ca prima expediție in Shandong. Atât guvernul nordic de coaliție din Beijing, cât și guvernul Kuomintang din Nanjing au protestat puternic susținând că aceasta era o încălcare a suveranității Chinei, iar forțele japoneze au fost retrase atunci când Chiang și-a oprit temporar avansul în nord.

## Ostilitățile
Când expediția spre nord a fost reluată pe 27 aprilie, contrar ordinelor sale de a rămâne pe loc primite de la Tokyo, comandantul japonez generalul Fukuda Hikosuke și-a mutat trupele din Tianjin în Ji'nan și Qingtao de-a lungul căii ferate Jiaoji. Acest lucru era cunoscut în Japonia ca a doua expediție spre Shandong. Trupele nordice chineze sub comanda lui Zhang Zongchang s-au retras din oraș pe 30 aprilie, iar trupele Kuomintang - care și ele au acționat contrar ordinelor lui Chiang Kai-shek – au intrat în oraș. Problemele au rămas tensionate, deoarece japonezii au ocupat posturi la consulatul japonez, la diverse întreprinderi controlate de japonezi și la școli, dar situația a rămas în mod rezonabil liniștită și amiabilă, până când a avut loc o ciocnire minoră în apropierea casei unei familii japoneze la 3 mai, ducând la moartea a 12 civili japonezi. Consulul general britanic a declarat că a văzut cadavrele bărbaților japonezi care au fost castrați. Rapoartele japoneze au dat vina pe focurile de armă trase de forțele generalului He Yaozu, considerat responsabil pentru incidentul Nanjing, în timp ce rapoartele chineze spuneau că soldații chinezi au fost atacat de japonezi. Liderii de ambele părți au convenit asupra unui armistițiu și a încetării focului, iar consulul general japonez din oraș a insistat pentru păstrarea păcii. Gen. Fukuda și colegii săi generali, probabil motivați de dorința de acțiune, nu puteau lăsa ca „insultarea” onoarei japoneze să rămână nepedepsită, dar nu au luat măsuri până când nu au acumulat stocuri de mâncare și muniție.
Chiang Kai-shek a considerat că este mai important ca trupele sale să se mute spre Peking decât să se lupte în Jinan și a trimis o echipă de ofițeri pentru a negocia. La 7 mai, generalul Fukuda a emis un set de cerințe în cinci puncte atât de oneroase încât chinezii nu aveau de ales decât să refuze, cu un termen limită de 12 ore. El a refuzat să elibereze negociatorii, inclusiv pe Cai Gongshi și pe alți 16 din echipa sa. Atunci când comisarul Cai a protestat în japoneză, nasul, urechile și limba i-au fost tăiate, iar ochii i-au fost smulși înainte de a fi executat. Șaisprezece membri ai echipei sale de negociere au fost de asemenea dezbrăcați, biciuiți, târâți pe peluza din spate și uciși mitraliați în aceeași zi. După ce au primit întăriri și provizii, până la 11 mai, japonezii, după lupte acerbe, au împins trupele chineze din zonă și au provocat mii de victime, precum și uciderea a peste 2.000 de civili chinezi.
În mod public, Chiang nu și-a cerut scuze japonezilor, dar l-a îndepărtat pe comandantul chinez He; în jurnalul său, și-a exprimat noul sentiment că Japonia este cel mai mare dușman al Chinei. Cu toate acestea, „înainte ca cineva să echilibreze balanța”", a scris el, „trebuie să fii puternic”.

## Urmări
În mai 1928 un chinez înfuriat de acest incident a ucis 11 persoane și apoi s-a sinucis în orașul japonez Kobe. Dacă incidentul ar fi fost un exemplu izolat al dominației japoneze și al rezistenței chinezești, s-ar fi putut ajunge la o înțelegere generală. Cu toate acestea, trupele lui Chiang și-au extins controlul în nordul Chinei, iar armata japoneză a continuat să nu aibă încredere în forțele naționaliste chineze. Liderii armatei japoneze s-au temut că Chiang ar putea răspunde agitației patriotice și că le va amenința interesele în Manciuria de Sud. Pe 4 iunie, când a călătorit într-un tren special, Zhang Zuolin, liderul militar din Manciuria, care vorbea despre unirea forțelor cu Chiang, a fost ucis într-o explozie, despre care mai târziu s-a descoperit că a fost pusă la cale de ofițerii armatei japoneze, lansând un lanț de evenimente care au dus la confiscarea Manciuriei și înființarea Manchukuo. Când Chiang a ținut un discurs unui grup de cadeți din armata chineză, el i-a îndemnat să-și îndrepte energiile pentru a spăla rușinea de la Jinan, dar să-și ascundă ura până în ultima clipă. Guvernul Kuomintang a decretat mai târziu ca 3 mai să fie desemnat „Ziua Națională Memorială a Umilinței”.